# North Borneo Chartered Company

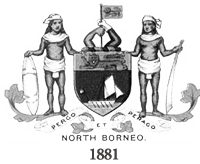
Motto und Logo der Company

Die North Borneo Chartered Company (auch British North Borneo Company, häufige Abkürzung BNBCC) war eine britische Gesellschaft, die am 1. November 1881 gebildet wurde mit dem Zweck Britisch-Nordborneo, heute Sabah in Malaysia, auszubeuten. Nord-Borneo wurde zu einem Protektorat des Britischen Weltreichs. Bis 1946, als das Gebiet zur Kolonie British North Borneo wurde, verwaltete die Gesellschaft das Gebiet.

## Geschichte

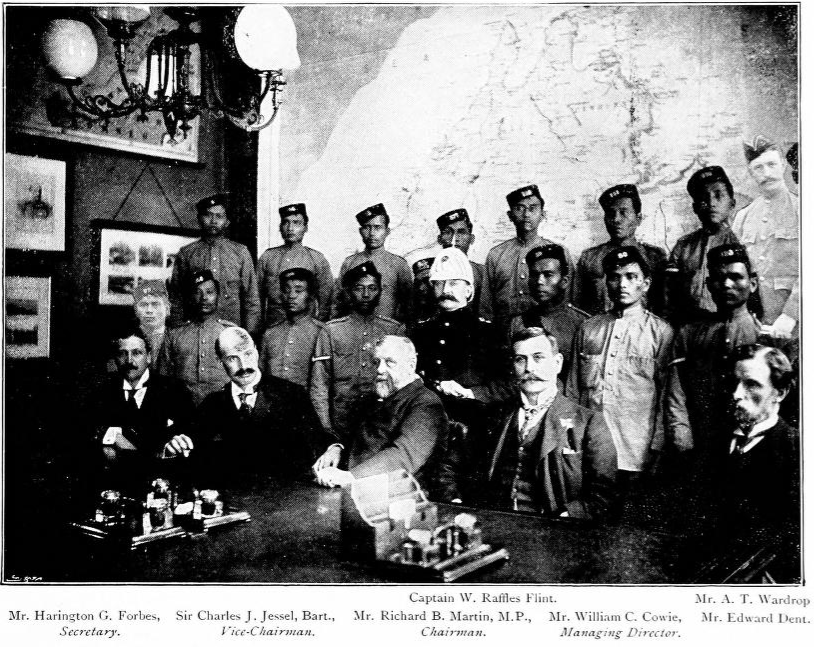
Direktoren der British North Borneo Company

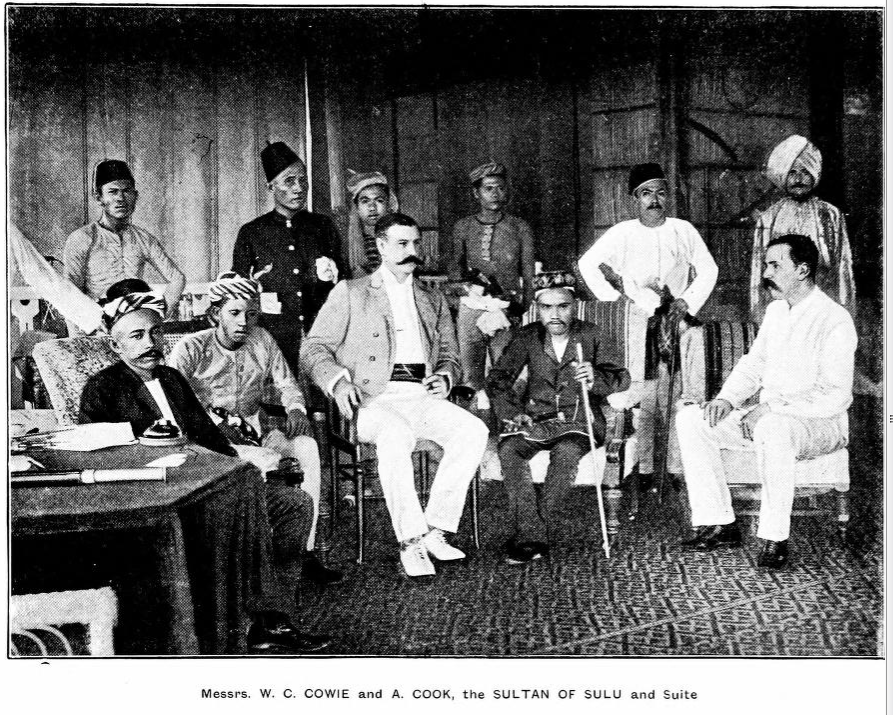
W. C. Cowie, späterer Direktor der Company, mit dem Sultan von Sulu

Die Bildung dieser Gesellschaft bezog sich ausdrücklich auf das Modell der British East India Company. Baron von Overbeck, deutschstämmiger Kaufmann und Diplomat, sowie Alfred und Edward Dent, Köpfe einer britischen Handelsgesellschaft in Schanghai und London, trafen sich dazu mit den Herrschern der Gebiete von Nord-Borneo, um eine Konzession für ihre kolonialen Interessen zu erwirken. Der britische Gouverneur von Labuan, einer britischen Kolonialinsel vor Brunei, begleitete die Verhandlungen. Am 29. Dezember 1877 wurde er von Abdul Mumin, dem Sultan von Brunei empfangen und erhielt die Konzession für 15.000 Straits-Dollar. Da es sich jedoch herausstellte, dass der Sultan von Brunei einige Gebiete bereits an den Sultan von Sulu abgetreten hatte, waren erneute Verhandlungen nötig. Unter Mitwirkung von William Clarke Cowie, einem schottischen Abenteurer und Freund des Sultans, unterzeichnete auch Jamal-ul Azam, der Sultan von Sulu, am 22. Januar 1878 die Konzession für 5.000 Straits-Dollar.
Damit waren Overbeck und die Dents Herrscher eines Gebiets von Nord-Borneo mit einer Fläche von 72.000 km². Zur Konsolidierung seiner Ansprüche plante Alfred Dent die Eintragung der Gesellschaft als Royal Charter. Da es sich abzeichnete, dass diese Eintragung mit einer erheblichen Zeitverzögerung einhergehen würde, entschloss man sich, zunächst eine provisorische Gesellschaft zu gründen. 1881 wurde die British North Borneo Provisional Association Limited mit einem Grundkapital von 300.000 englischen Pfund gegründet. Als Direktoren wurden Sir Rutherford Alcock, Alfred Dent, Richard Biddulph Martin, Admiral Mayne und W. H. Read eingesetzt. Der Chartervertrag für die British North Borneo Company mit einem Kapital von zwei Millionen Pfund wurde am 1. November 1881 gesiegelt. Die provisorische Gesellschaft wurde aufgelöst.
Als Motto der Company wurde das Lateinische Pergo et Perago („Ich führe fort und vollende“) gewählt.

### Mat-Salleh-Rebellion
1882 ließ sich die Kompanie auf Pulau Gaya nieder und bereits ein Jahr später hatte die Chartered Company das Mandat zur Herrschaft über das heutige Sabah. In der Mat-Salleh-Rebellion wurde die Siedlung niedergebrannt. Der Stammesführer Mat Salleh führte die Rebellion an, die sich vor allem gegen die Erhebung von Steuern durch die Kompanie wehrte.

### Auflösung der Company
Kein anderes Land des British Commonwealth wurde während des Zweiten Weltkrieges so verwüstet wie Nord-Borneo. Gegen Ende des Krieges war bereits absehbar, dass die Company unmöglich in der Lage sein würde, die Beseitigung der verheerenden Zerstörungen des Landes, insbesondere dessen Infrastruktur, zu finanzieren. Die Company verzichtete daher auf die weitere Inanspruchnahme ihrer Charter und gab Britisch-Nordborneo an das British Colonial Office ab. Mit der Unterzeichnung einer entsprechenden Vereinbarung am 26. Juni 1946 endete die Geschichte der North Borneo Chartered Company. Ab dem 15. Juli 1946 und bis zur Unabhängigkeit Malaysias im Jahr 1963 war Nord-Borneo damit Kronkolonie. Die Vereinbarung mit der britischen Regierung beinhaltete einen finanziellen Sofortausgleich von 860.000 Pfund, der es der Company ermöglichte, ausstehende finanzielle Forderungen zu begleichen. Das Angebot der Regierung, alle weiteren Ansprüche durch eine Zahlung in Höhe von 2,2 Mio. Pfund abzulösen, hatte die Company bereits im Vorfeld zurückgewiesen. Für die Verhandlung eines weiteren finanziellen Ausgleichs setzte die britische Regierung deshalb Lord Uthwatt als unabhängigen Schiedsmann ein. Im März 1949 verkündete Uthwatt das Ergebnis seiner Untersuchungen: 1.400.000 Pfund sollte der Company als Ausgleich zuerkannt werden; eventuelle Ansprüche wegen der erlittenen Kriegsschäden wären darin nicht enthalten. Die Nachricht löste eine herbe Enttäuschung bei den Aktionären aus: Über Nacht fiel der Wert der BNBCC-Aktie von 17s auf 9s 6d.
Am 22. Oktober 1962 endete die Abwicklung der Gesellschaft. Der Insolvenzverwalter in London schrieb den letzten offiziellen Brief der alten Chartered Company. Er war adressiert an den Vorsitzenden des Wohlfahrtsausschusses für Nord-Borneo und enthielt 320 Straits-Dollar (welcher bis 1939 gesetzliches Zahlungsmittel war) - den Verkaufserlös aus einem alten Beteiligungsgeschäft der Gesellschaft. Der Insolvenzverwalter schrieb dazu: „Ich hoffe, dass dieses kleine Geschenk vom Insolvenzverwalter des alten Regimes, verbunden mit den besten Wünschen für die Zukunft von Nord-Borneo, angenommen wird.“

## Gebiet der BNBCC

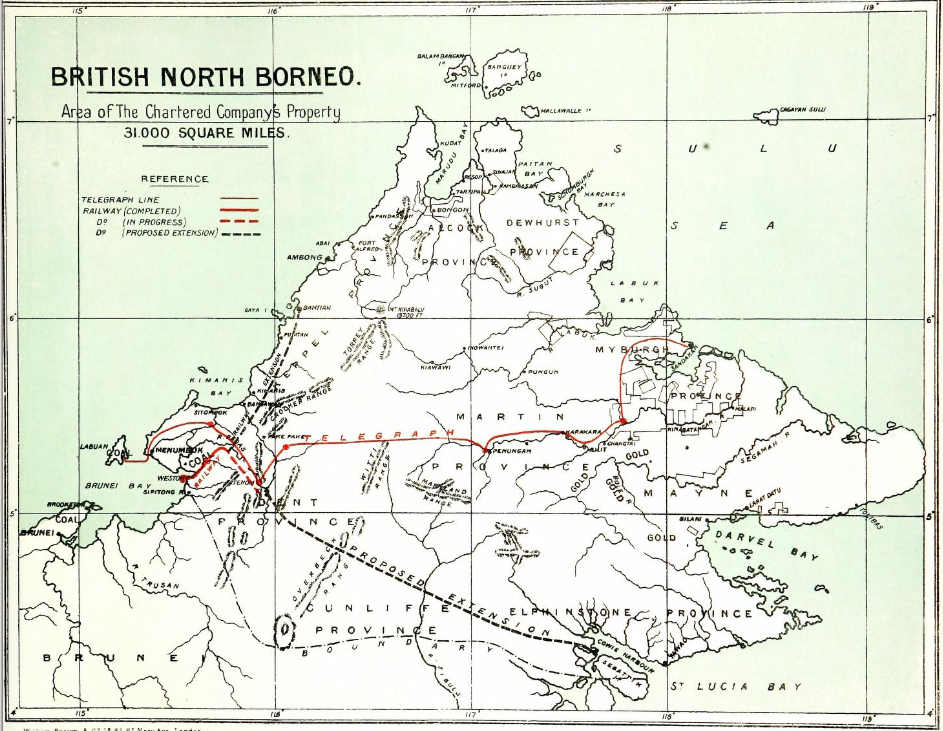
Von der Company erworbenes Gebiet

Einen wesentlichen Beitrag zur Konsolidierung des Verwaltungsgebietes leistete William Hood Treacher. In zähen Verhandlungen mit Rajah Brooke gelang es ihm, der Company Territorien zuzuführen, die in den ursprünglichen Pachtverträgen nicht enthalten waren. Es handelte sich dabei um Pengalat (1883), Klias Peninsular (1884), Mantanani (1885), Padas Damit (1889) und das Gebiet von Sipitang, Bongawan bis Tuaran (1889).
Ab 1889 war auch die Insel Labuan zeitweilig Teil des Verwaltungsgebietes.
Obwohl Holland bereits kurz nach der Gründung der Ostindien-Kompanie auf Borneo einen Handelsposten installiert hatte, waren zunächst keine nennenswerten Aktivitäten der Holländer an der Ostküste zu verzeichnen. Das änderte sich 1846, als Holland einen Vertrag mit dem Sultan von Bolongan schloss, der den Holländern die Kontrolle in diesem Gebiet zusicherte. Auf Betreiben der Holländer verheiratete der Sultan 1867 seinen Sohn mit der Tochter des Sultans von Tarakan, womit die holländische Einflusssphäre endgültig die Region um Tawau erreichte. Der Norden des holländischen Areals überschnitt sich allerdings nun mit einem Gebiet, das der Sultan von Sulu für sich beanspruchte. Ein Konflikt mit den Briten war daher vorprogrammiert, als 1878 der Sultan von Sulu die südliche Grenze seiner Landabgabe an den Baron von Overbeck auf den Sibuku River legte. Zur Beilegung der Grenzstreitigkeiten verhandelte die BNBCC ab den 1880er Jahren mit den Holländern eine Festlegung der Grenze zwischen ihrem durch den Sultan von Sulu verliehenen Gebiet und dem Gebiet, das die Holländer auf Basis des Vertrags mit dem Sultan von Bolongan beanspruchten. Am 20. Januar 1891 einigte man sich schließlich auf eine Linie entlang 4° 10' nördlicher Breite – was einer mittigen Teilung der Insel Sebatik entsprach.
Am 11. Januar 1905 tritt die BNBCC Lawas – ein umstrittenes Grenzgebiet der Provinz Clarke – an das benachbarte Sarawak ab und erhält dafür im Austausch „gewisse Kohlefelder an der Brunei Bay“.

## Aufgaben der Kompanie
Die Kompanie hatte zwei Aufgabenbereiche. Als Erstes die wirtschaftliche Entwicklung durch die Ausbeutung der natürlichen Ressourcen des Gebietes. Die Kompanie war autorisiert, das Gebiet landwirtschaftlich zu nutzen, es zu besiedeln, die Einwanderung zu fördern, Bergbau zu betreiben und Holz zu fällen. Ein Angestellter der Kompanie und späterer Plantagenbesitzer in Nord-Borneo, Owen Rutter, nannte offen den Zweck, „Dividenden zu produzieren“. Als Zweites wurde aufgrund der Erfahrungen mit dem Niedergang der Britischen Ostindien-Kompanie ein Passus festgeschrieben zur Wahrung der Rechte gegenüber den Bewohnern. Die Kompanie war gesetzlich verantwortlich für den Schutz der Gebräuche und Rechte der Einwohner, in der Praxis musste sie aber Dividenden erzielen, was oft genau diese Rechte einschränkte.
Der erste Gouverneur von Nord-Borneo widmete sich besonders der Beseitigung der Sklaverei. Die von ihm erlassenen Landgesetze respektierten allerdings in keiner Weise die überlieferten Landrechte der Bewohner. Der zweite Gouverneur Creagh, 1888, erließ mehrere Proklamationen, die Fremden weitgehend den Zugriff auf Land sicherten.
Ein Direktorium in London bestimmte über die Gouverneure die Aufgaben der Kompanie. Lokal setzten Direktoren die Anweisungen des Gouverneurs um. Die Kompanie baute eine staatliche Gewalt auf, erließ Gesetze (Proklamationen), rekrutierte Sikh-Polizisten aus dem Norden Indiens. Gerichte wurden eingerichtet, zur Durchsetzung der Gesetze. Zur wirtschaftlichen Ausbeutung des Gebietes diente der Bau einer Bahnlinie (North Borneo Railway) vom heutigen Kota Kinabalu (damals Jesselton) nach Weston und Melalap, die Förderung des Handels und die Einrichtung von Plantagen.
Zur effizienten Verbreitung der vom Court of Directors gefassten Beschlüsse sowohl innerhalb der Verwaltungseinheiten in Nordborneo, als auch unter den Teilhabern und Investoren der Gesellschaft wurde ab dem 1. März 1883 die periodisch erscheinenden Zeitschrift The North Borneo Herald and Official Gazette herausgegeben.

## Verwaltung von Britisch-Nordborneo
Mit der Gründung der Company wurde die von Overbeck eingeführte verwaltungstechnische Zweiteilung des Landes durch Einrichtung der beiden Residenturen West Coast Residency und East Coast Residency fortgeführt. Sitz der beiden Residenten war Sandakan, wo auch der Gouverneur seinen Sitz hatte. Jede Residentur wiederum war aufgeteilt in verschiedene Provinzen, die von einem District Officer verwaltet wurden. Mit fortschreitender Entwicklung des Landes wurde die Anzahl der Residenturen auf fünf erhöht: Tawau Residency (auch East Coast Residency genannt), Sandakan Residency, West Coast Residency, Kudat Residency und Interior Residency; die Provinzen waren anfänglich nach den Mitgliedern des Aufsichtsrates benannt: Alcock, Cunlife, Dewhurst, Keppel, Dent, Martin, Elphinstone, Myburgh und Mayne. Die Senior-Residenten belegten Sandakan und West Coast, während die anderen drei Residenten mit den Residenturen 2. Klasse (Interior, East Coast und Kudat) vorliebnehmen mussten. Die Residenten von Sandakan und West Coast waren Mitglieder im Legislative Council, der gesetzgebenden Versammlung der Company.
Die Wahl W. C. Cowies 1894 in den Aufsichtsrat läutete eine grundlegende Änderung des Verwaltungsstils ein: Vorher wurde Nord-Borneo von Nord-Borneo aus regiert und die Gouverneure waren mit weitreichenden Vollmachten und uneingeschränkter Verantwortung ausgestattet. Nun aber zog Cowie von London aus die Fäden. Anstelle der Entwicklung des Landes stand die Befriedigung der Aktionäre im Vordergrund. Alfred Dent, der den kostspieligen und geldverschwenderischen Ideen Cowies heftigen Widerstand entgegensetzte, resignierte schlussendlich und zog sich aus der Company zurück.
Unter Sir Malcolm wurde der Verwaltung eine strikte Ausgabenkontrolle verordnet. Verschiedene Gouverneure reduzierten die Anzahl der District Officers durch Streichung der Stellen in Ranau, Pensiangan, Tenom, Sipitang, Penampang, Tuaran, Langkon, Lamag, Beluran und Semporna. Jardine, ab 1934 Gouverneur, schloss diesen Prozess durch Zusammenlegung der Tawau Residency mit der Sandakan Residency einerseits und der Interior Residency mit der West Coast anderseits ab, außerdem veranlasste er die Streichung des District Officers in Papar.
Die Verwaltung auf kommunaler Ebene wurde durch die Village Ordinance („Dorf-Verordnung“) von 1891 geregelt. Diese Verordnung veränderte den Status der Häuptlinge, also der traditionellen indigenen Stammesführer, von Grund auf. Von nun akzeptierte die BNBCC nur noch diejenigen Häuptlinge als kommunale Führer, die sie selbst ernannt hatte. Andere Häuptlinge, die bisher über Generationen hinweg eine wichtige Rolle gespielt hatten, wurden kaltgestellt oder gar als Kriminelle oder Störenfriede gebrandmarkt. Es war unter anderem die Missachtung der traditionellen Führer, die den Widerstandsgeist von Persönlichkeiten wie Mat Salleh oder Ontoros Antanom formte.

## Präsidenten der Company
Dem Aufsichtsrat der Company stand ein Aufsichtsratsvorsitzender vor, der ab 1910 offiziell als Präsident der Gesellschaft geführt wurde:
| Aufsichtsratsvorsitzende der British North Borneo Chartered Company |                          |
| 1882–1893                                                           | Sir Rutherford Alcock    |
| 1893–1903                                                           | Richard Biddulph Martin  |
| 1903–1909                                                           | Sir Charles James Jessel |
| 1909–14. September 1910                                             | William Clarke Cowie     |
| Präsidenten der British North Borneo Chartered Company              |                          |
| 1910–1926                                                           | Sir Joseph West Ridgeway |
| 3. Februar 1926–15. Juli 1946                                       | Sir Neill Malcolm        |